# 板倉周二
板倉 周二（いたくら しゅうじ、大正15年（1926年）4月23日 - ）は日本の実業家。鳥取缶詰代表取締役会長。境港商工会議所参与。元永瀬石油監査役。
岳父は元鳥取缶詰代表取締役会長の板倉乾。長男は鳥取缶詰代表取締役社長の板倉良多。

## 経歴
島根県安来市出身。
昭和19年（1944年）大阪陸軍幼年学校卒業。昭和20年（1945年）陸軍航空士官学校廃止により中退。昭和22年（1947年）松江高等学校理科甲類卒業。昭和25年（1950年）大阪大学工学部発酵工学科卒業。
昭和26年（1951年）鳥取缶詰勤務。昭和30年（1955年）同社常務取締役に就任。昭和56年（1981年）同社代表取締役社長に就任。

## 人物像
趣味は読書。座右の銘は分相応。住所は境港市弥生町。

## 関連
- 鳥取缶詰